# Историја Марока
Историја људског пребивалишта у Мароку траје још од доњег палеолита, најранија од којих су фром Џебел Ирхоуда. Знатно касније Мароко је био део иберомавританске културе, укључујући Тафоралт. То датира од успостављања Мавретаније и других древних берберских краљевстава, до успостављања мароканске државе од стране династије Идрисида, праћене осталим исламским династијама, све до колонијалног и независног периода.
Археолошки докази су показали да је то подручје било насељено хоминидима од пре најмање 400.000 година. Забележена историја Марока започиње феничанском колонизацијом мароканске обале између 8. и 6. века пре нове ере, иако је то подручје било насељено аутохтоним Берберима око две хиљаде година пре тога. У 5. веку пре нове ере град-држава Картагина проширила је своју хегемонију на приобална подручја. Ту су остали до краја 3. века п. н. е, док су залеђем владали домородачки монарси. Аутохтони берберски монарси владали су територијом од 3. века п. н. е. до 40. године, када је припојена Римском царству. Средином 5. века нове ере, преплавили су га Вандали, да би га Византијско царство повратило у 6. веку.
Овај регион су муслимани освојили почетком 8. века, али су се одвојили од Умајадског калифата након Берберске побуне 740. Пола века касније, мароканска државу је основала династија Идрисида. Под династијама Алморавида и Алмохада, Мароко је доминирао Магребом и муслиманском Шпанијом. Династија Сади владала је земљом од 1549. до 1659. године, а следили су Алаоуити од 1667. године, који су од тада владајућа династија Марока.

## Праисторијски Мароко
Археолошка ископавања демонстрирала су присуство људи у Мароку који су били преци врсте Homo sapiens, као и присуство раних људских врста. Фосилизоване кости 400.000 година старог људског претка откривене су у Салеу 1971. године. Кости неколико врло раних припадника врсте Homo sapiens ископане су у Џебел Ирхоуду 1991. године. Оне су датиране модерним техникама 2017. године, и утврђено је да су старе најмање 300.000 година, што их чини најстаријим Homo Sapiens примерцима откривеним било где у свету. Године 2007, у Тафоралту су откривене мале перфориране шкољке старе 82.000 година, што их чини најранијим познатим доказима о личном украсу пронађеним било где у свету.
У мезолитско доба, између 20.000 и 5000 година, географија Марока више је личила на савану него на садашњи сушни пејзаж. Иако се о насељима у Мароку током тог периода мало зна, ископавања на другим местима регије Магреб сугеришу обиље дивљачи и шума које би биле гостољубиве за мезолитске ловце и сакупљаче, попут ониз из Капсијске културе.

## Мароко у старом веку
Долазак Феничана је означио вишевековну владавину страних нарона на овом подручју. Након Феничана Мароко је ушао у састав Римског царства. У петом веку регион освајају Вандали, Визиготи, а након њих Византија. Све то време високе планине Марока су онтале уточиште Бербера.

## Долазак ислама
Арапи су окупирали Мароко у седмом веку, доносећи на те просторе своју цивилизацију и ислам. Већина Бербера је преобраћена у Ислам. (У петом веку већина Бербера је прихватила хришћанство од Вандала).
Прву исламску државу су створили Бербери, али арапски Идрисиди убрзо преузимају власт.

### Исламизација Марока
Око 700. године Арапи продиру према западу и исламизирају берберско становништво, које и даље остаје аутономно. Из тог времена потиче име регије Магреб од арапске речи за запад или залазак сунца, што је данашње званично име Марока (Al-Maghrib). Године 711, исламизовани бербер Тарик ибн Зајад, са својим коњаницима, осваја делове Готског царства подручја данашње Шпаније. По њему место прелаза мореуза носи име Гибралтар (арап.: Џебел Тарик). Арапи нису могли сломити отпор становништва у Северној Африци, те се против халифове власти дижу око 750. године чести устанци. Године 789, Мула Идриз познат као Идриз I, чији су патрилинеарни потомци познати као династије Идрисиди, оснива арапско-исламску династију Марока са главним градом Фесом која је била до 10. века центар ислама у Северној Африци. Династија Идриса влада до 902. године, када власт преузима династија Омејада. Од 1062. до 1147. године владају Алморавиди, припадници једне берберске секте, премештајући главни град у Маракеш. Следећа династија су Алмохади од 1147. до 1269. године, којима је Мароко центар њиховог царства, које се протеже од Сицилије на истоку, преко Атласа све до Шпаније. Од 1269 до 1465. године владају Мариниди. За време њихове власти Фес бива центром науке и уметности. Након династије Меринида, власт осваја династија Бени Оуатас, све до 1548. године, када на власт долазе Садиери до 1669.

## Мароко 1631—1912.
У овом периоду, на Мароко су вршени напади хришћанских краљевстава и Османског царства.

### Колонизација
Почетком 16. века, након реконквисте, Португалци и Шпанци почињу да граде упоришта на мароканској обали. Шпанци су заузели Сиди Ифну и Мелилу, а око 1520. године Португалија је конролирала све важније луке у Мароку. За време владавине династије Садира, развијају се трговинске везе са европским државама, а Француска отвара своје конзулате у већим лучким градовима. Под династијом Алида ослобађа се већина лучких градова од шпанске и португалске власти, осим Цеуте, Мелиле и Сиди Ифне, који остају шпански. Године 1777, Мароко је прва држава која је признала Сједињене Америчке Државе. Од 1783. године када је потписан Споразум о пријатељству Марока и САД од стране америчких председника Џона Адамса и Томаса Џеферсона и султана Мухамеда  датирају најдужи непрекинути пријатељски односи САД са неком другом државом. Након освајања Алжира 1830. године, Француска покушава да прошири своје утицаје у Мароку. Током 1843-44. долази до рата, у ком су мароканске трупе поражене.

### Прва и друга мароканска криза
Преко Алжира 1904. године, Француска шири свој привредни и политички утицај у Мароку. Кроз планирани протекторат Француске, Немачка сматра своје колонијалне интересе угроженима, што је узрок Прве мароканске кризе. Године 1905, цар Вилхелм II посетио је демонстративно мароканског султана у Тангеру. Могући рат је спречен на мировној Конференцији у Алхесирасу 1906. године.
Империјални мотиви Француске и Немачког царства су централни проблем Друге мароканске кризе 1911. године. Као претњу Немачка шаље топовњачу Пантер у Агадир. Конфликт је решен са Договором Мароко-Конго, којим је признат француски протекторат над Мароком. Године 1912, Француска и Шпанија деле Мароко у две интересне сфере. Под шпанску управу долазе северни делови и подручја Ифни и Тарфаја. Формално султан задржава власт. Тангер је 1923. добио међународни статус. Од 1930 године, под султаном Мухамедом V расте отпор против колонијалних власти и формира се арапски национални независни покрет. Партија за независност (Al-hizb al-istiqlal) оснива се 1944. године.
Године 1953, због своје националистичке политике, султан је протеран на Мадагаскар и француска управа поставља његовог стрица Мухамеда  за султана. Устанци народа и међународни протести присиљавају Французе 1955. године на одрицање колонијалне власти. Мухамед V се враћа у земљу.

## Независност
Краљевина Мароко је добила политичку независност од Француске 2. марта 1956. године. Договором са Шпанијом 1956. и 1958. године, Мароко је успоставио контролу над деловима земље који су били под Шпанским протекторатом. Хасан II је постао краљ Марока 3. марта 1961. године. Шпанска енклава Ифни на југу земље је постала део Марока 1969.
Мароко је припојио Западну Сахару седамдесетих година 20. века, али је коначна одлука о том подручју остала нерешена.
16. маја 2003. године, 33 цивила су убијена а преко 100 особа је повређено у терористичком нападу у граду Казабланка.

### Сукоб у Западној Сахари
Након давања независности Западној Сахари, од стране Шпаније, Мауританија и Мароко деле Западну Сахару. Недуго након тога долази до оружаних сукоба између мароканске армије и јединица POLISARIO-а, које су биле потпомогнуте алжирским трупама. Године 1975, Хасан II, након открића залиха фосфата у Западној Сахари, започиње напад са 350.000 војника на шпански део Сахаре, тзв. Зеленим маршом, те најпре припаја један део, а онда целу област. Овај акт међународна заједница проглашава анексијом. Фронт POLISARIO проглашава у егзилу Демократску Арапску Републику Сахару, а 1979. године Мауританија потписује мировни споразум са POLISARIO-ом и повлачи се из запоседнутих делова. Мароканске трупе замењају мауританијске, а од тада трају оружани сукоби у Западној Сахари. У аугусту 1988. године, мароканска влада под притиском међународне изолације, на иницијативу Уједињених народа, потписује примирје, те се одлучују о раписивању референдума о будућности окупиране територије. До 1991. године долази до оружаних сукоба са POLISARIO, ослободилачком армијом Западне Сахаре. Мароко насељава подручје Западне Сахаре, док велики број избеглица становништва Сахаравија живи у избегличким логорима у Алжиру. Након протеста народа против ауторитерне власти, почетком деведестих година, државне власти започињу демократизацију земље.